# Убийство вслепую, или В плену у наваждения
«Убийство вслепую, или в плену у наваждения» (англ. Blindfold: Acts of Obsession) — американский телевизионный художественный фильм в жанре эротического триллера, поставленный в 1994 году режиссёром Лоренсом Л. Симеоне по собственному сценарию.

## Сюжет
Следуя совету своего врача, молодая женщина Маделин Далтон и её муж Майк пытаются оживить свой угасающий брак, принимая участие в садо-мазо играх с применением наручников и повязкой на глаза. Тем временем сестра Маделин, полицейский детектив Крис Мадиган, идёт по следу серийного убийцы, который завязывает глаза и надевает наручники своим жертвам.

## В ролях
| Актёр             | Роль               |
| ----------------- | ------------------ |
| Джадд Нельсон     | доктор Дженнингс   |
| Шеннен Доэрти     | Маделин Далтон     |
| Кристиан Альфонсо | Крис Мадиган       |
| Майкл Вудс        | Майк Далтон        |
| Дрю Шнайдер       | Алекс Сондерс      |
| Александра Каниак | Натали             |
| Рудольф Уиллрих   | мистер Хэндерсон   |
| Эл Сапьенза       | Сид Мёрфи          |
| Скотт Хилленбранд | бармен             |
| Роберт Миано      | офицер Паркер      |
| Джордж ЛеПорте    | полицейский        |
| Хайди Ленхарт     | маленькая девочка  |
| Дэвид Фралик      | дилер              |
| Бадди Дэниэлс     | странный мужчина   |
| Шелл Дэниэльсон   | девушка-наркоманка |
| Рассел Гэннон     | вышибала           |

## Производство
Фильм содержит несколько эротических сцен, в которых Шеннен Доэрти впервые в своей карьере снялась обнажённой.
Во время съёмок картины у Доэрти и Нельсона завязался роман, который закончился помолвкой в 1994 году.